# Selbstverletzendes Verhalten
Selbstverletzendes Verhalten (SVV) wird definiert als freiwillige, direkte Zerstörung oder Veränderung des Körpergewebes ohne suizidale Absicht. Dieses Verhalten ist sozial nicht akzeptiert, direkt und repetitiv; es führt meist zu kleinen oder moderaten Schädigungen. Der medizinischen Definition zufolge liegt selbstverletzendes Verhalten dann vor, wenn sich die Betroffenen innerhalb eines Jahres an fünf oder mehr Tagen bewusst oder unbewusst selbst eine Schädigung von Körpergewebe zugefügt haben. Andere Bezeichnungen sind autoaggressives Verhalten oder Artefakthandlung. Selbstverletzendes Verhalten ist gegen Selbstverstümmelung (einschließlich fremdmotivierter Taten, wie dem Abtrennen von Fingergliedern bei der Yakuza) abzugrenzen.
Handlungen in Selbsttötungsabsicht, stereotypes Verhalten bei einer tiefgreifenden Entwicklungsstörung oder Psychose, sog. body modification durch Piercings oder Tätowierungen sowie Selbstschädigungen zum Zwecke einer
medizinischen Untersuchung im Rahmen des Münchhausen-Syndroms werden vom selbstverletzenden Verhalten abgegrenzt.
Obgleich SVV definitorisch keinen suizidalen Aspekt hat (gilt nicht zwangsläufig für ICD-10-Klassifizierungen von vorsätzlicher Selbstbeschädigung), sondern meist der Regulation von (negativen) Gefühlen dient, kann SVV bei bis zu einem Drittel der Betroffenen mit Suizidalität einhergehen. In solchen Fällen kann davon ausgegangen werden, dass die Selbstverletzungen auch der Regulation der Suizidgedanken dienen. Etwa 10 % der Betroffenen begehen früher oder später tatsächlich Suizid.
Eine mögliche psychologische Erklärung für solche Verhaltensweisen besagt, dass eine Störung des Körperschemas vorliegt, bei der der eigene Körper nicht als dem Selbst zugehörig erlebt wird. SVV kann auch der Selbstbestrafung dienen. Dieses Verhalten geht über andere Formen der Selbstschädigung hinaus, wie der Verkürzung der eigenen Lebenserwartung durch intensives Rauchen.

## Komorbidität
Selbstverletzendes Verhalten kann unter anderem auftreten bei:
- Tic-Störungen wie dem Tourette-Syndrom[8]
- Autismus-Spektrum-Störung[9]
- Aufmerksamkeitsdefizit-/Hyperaktivitätsstörung
- Zwangsstörungen und Depressionen
- Missbrauchserfahrungen, Deprivationen (Entzug von Zuwendung und „Nestwärme“) und Traumatisierungen,
- Borderline-Persönlichkeitsstörung (siehe auch Parasuizid),

- während der Pubertät in Situationen des Kontrollverlusts
- Körperschema-Störungen (u. a. Körperdysmorphe Störung oder Body Integrity Identity Disorder),
- fetalem Alkoholsyndrom oder Lesch-Nyhan-Syndrom,
- Wut auf die eigene Person[10]

- Essstörungen wie Anorexia nervosa oder Bulimie
- schweren Zurücksetzungen und Demütigungen, psychotischen oder schizophrenen Schüben und ähnlichen seelischen Störungen.
- Dissoziationen wie z.B (Dissoziativen Identitätsstörung)

Stereotype Verhaltensweisen mit Selbstschädigung werden nicht im eigentlichen Sinne zu selbstverletzendem Verhalten gezählt.

## Methoden und Ursachen

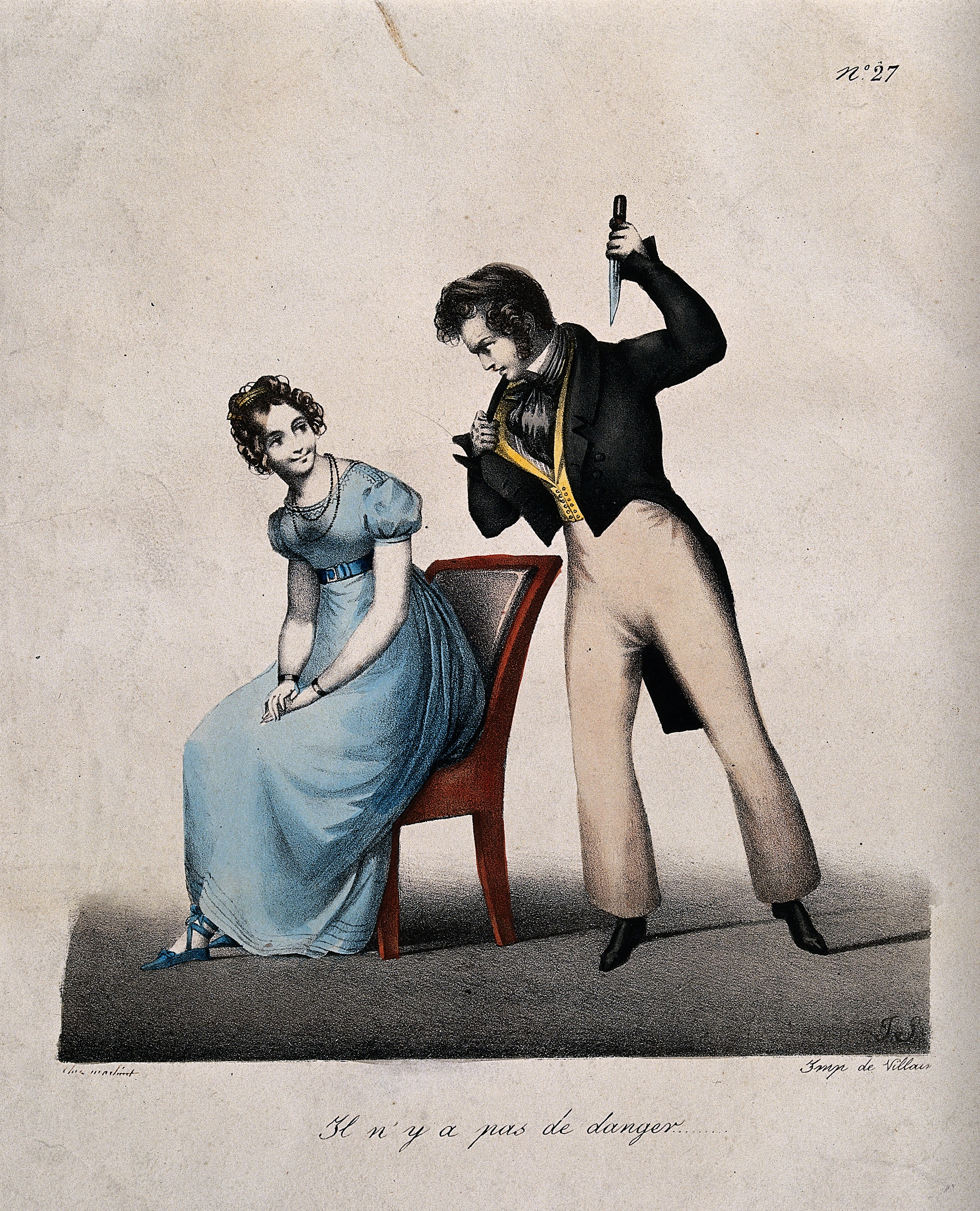
Selbstverletzung als Liebesbeweis

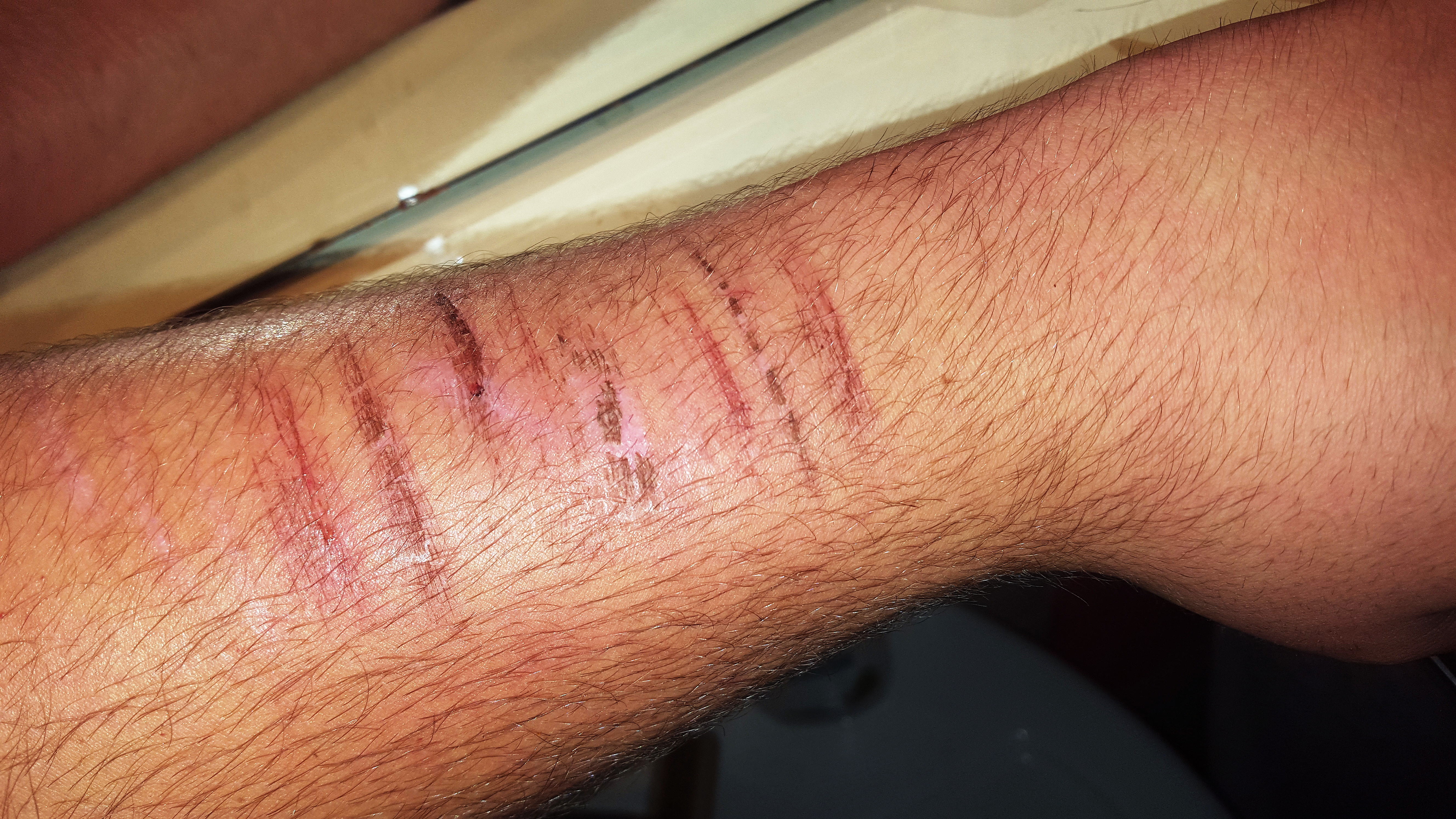
Unterarm eines Borderline-Patienten mit Schnitten in verschiedenen Stadien der Wundheilung

### Autogenes Selbstverletzendes Verhalten
Häufig praktizieren Betroffene verschiedene Arten der Selbstverletzung. Zu den häufigsten Typen zählen:
- das Aufschneiden, Aufkratzen oder Aufritzen (sogenanntes Ritzen) der Haut an den Armen und Beinen mit spitzen und scharfen Gegenständen wie Rasierklingen, Messern, Scheren oder Scherben; eine Häufung der Narben ist am nicht-dominanten (Unter-)Arm zu finden, aber auch beide Arme können von Narben übersät sein, wie auch zum Beispiel Bauch, Beine, Brust, Genitalien oder das Gesicht
- wiederholtes „Kopfschlagen“ (mit den Händen gegen den Kopf, ins Gesicht oder mit dem Kopf an Gegenstände)
- Faustschläge gegen harte Gegenstände, bis Hämatome oder Blutungen auftreten
- das Schlagen des Körpers (zum Beispiel Arme und Beine) mit Gegenständen
- das Ausreißen von Haaren (Trichotillomanie)
- In-die-Augen-Bohren bis hin zur Auto-Enukleation
- das Stechen mit Nadeln (z. B. Sicherheitsnadeln)
- das Beißen in erreichbare Körperpartien, auch Abbeißen von Fingerkuppen und „Zerkauen“ der Innenseite von Wangen oder Lippen
- Verbrennungen und Verbrühungen (Zigarettenausdrücken auf dem eigenen Körper, Hand über eine Kerze halten)
- Einnahme schädlicher Substanzen (wie zum Beispiel Reinigungsmittel)
- Intravenöse, subkutane oder intramuskuläre Injektion schädlicher Substanzen
- Verätzung des Körpers durch Chemikalien
- langanhaltendes Aufsprühen von Deodorants oder Körpersprays, bis Erfrierungen auftreten
- Fingernägelkauen (Onychophagie); leichtere, auf Nervosität beruhende Formen werden nicht unbedingt zu den Selbstverletzungen gezählt; schmerzende Nagelverletzungen und Ausreißen der Nägel stellen jedoch Selbstverletzungen dar
- das Abschnüren von Körperteilen.

Häufig findet eine Gewöhnung statt, die stärkere Selbstverletzungen nach sich zieht (tiefere Schnitte, großflächigere Verbrennungen), um die gesuchte Befriedigung zu erreichen. Die Betroffenen entwickeln eine Sucht.
Es ist therapeutisch nicht erwiesen, ob es sich bei autoaggressivem Verhalten um einen Selbstbelohnungs- oder Selbstbestrafungstrieb handelt.
Bei einer im Internet zugänglichen Multiple-Choice-Studie zum Thema wurde festgestellt, dass viele Menschen mit selbstverletzendem Verhalten mehrere Arten der Selbstverletzung praktizieren (teils kombinieren):
Schneiden (Ritzen) wurde mit einer Häufigkeit von 72 % angegeben, 35 % verbrannten sich, 30 % schlugen sich selbst, 22 % verhinderten die Wundheilung von Verletzungen, 22 % kratzten verschiedene Körperpartien mit den Fingernägeln auf, 10 % gaben an, sich die Haare auszureißen, und 8 % brachen sich vorsätzlich Knochen oder verletzten ihre Gelenke.

### Induziertes selbstverletzendes Verhalten
Selbstverletzendes Verhalten wird auch bei Opfern von sadistischem Onlinemobbing beobachtet. Hierbei werden die Opfer des Mobbings in der Regel durch Sextortion oder anderen Formen der Erpressung gezwungen, sich Symbole, Namen oder Onlinealiasse in die Haut zu ritzen oder zu tätowieren. Der Öffentlichkeit bekannt wurde das Phänomen vor Allem im Zuge der Berichterstattung über das 764-Netzwerk.

## Zahlen und Daten
Deutschland gehört mit 25–35 % Lebenszeitprävalenz von zumindest einmaligem nichtsuizidalen selbstverletzenden Verhalten (NSSV) unter Jugendlichen innerhalb Europas zu den Ländern mit den höchsten Prävalenzraten. Zweithäufigste Todesursache bei Jugendlichen zwischen 15 und 17 Jahren sind nach den tödlichen Straßenverkehrsunfällen die tödlichen Selbstverletzungen. In Stichproben aus der Allgemeinbevölkerung nimmt der Anteil der Personen mit NSSV mit zunehmendem Alter ab.
Das Bundesministerium für Bildung und Forschung fördert im Zeitraum 2017–2021 mehrere Projekte, die Verlauf und mögliche beeinflussende Faktoren des selbstverletzenden Verhaltens im Kindes- und Jugendalter untersuchen.

### Altersstruktur
Mehrheitlich liegt der Beginn der Erkrankung zwischen dem 12. und dem 15. Lebensjahr, das am häufigsten genannte Alter ist 13. Während die Auslöser in der emotional volatilen Phase der Pubertät (Liebeskummer, Aggression gegen die Eltern etc.) liegen können, werden Ursachen und Gründe oft in der Kindheit gesucht. Demnach können Konflikte, die dort nicht aufgelöst werden konnten, nun zu SVV führen.
In Deutschland sind bis zu 5,6 Mio. Jugendliche im Alter zwischen 15 und 24 Jahren betroffen. Oberflächliche Schnittverletzungen (Ritzen) sind mit ca. 65 % die häufigste Form im Jugendalter. Etwa zwei Drittel der betroffenen Jugendlichen sind weiblich.
In Österreich haben sich ca. 20 Prozent der Minderjährigen schon einmal selbst Verletzungen zugefügt.

## Umgang mit Betroffenen
Selbstverletzendes Verhalten kann von psychischen Erkrankungen ausgelöst werden, die unabhängig von anderen Symptomen vorkommen.
Während nur Fachpersonal eine Therapie durchführen kann, sollte das familiäre und soziale Umfeld durch emotionale Nähe und Sozialisierung in Krisensituationen zur Besserung der Symptomatik beitragen.
Der Versuch, einzelne Symptome zum Gegenstand der Diskussion zu machen, wirkt aufgrund des Krankheitsgewinns oft eher kontraproduktiv. Vorhaltungen wie „anderen geht es noch viel schlimmer“ nehmen den Betroffenen nicht ernst.
Eine Behandlung ist kaum gegen den Willen des Betroffenen möglich. Das Bundesverfassungsgericht stellte fest: „Der Staat als Inhaber des Gewaltmonopols hat von Verfassungs wegen nicht das Recht, seine erwachsenen und zur freien Willensbestimmung fähigen Bürger zu ‚bessern‘ oder zu hindern, sich selbst gesundheitlich zu schädigen.“ Diese Zurückhaltung gründet sich auf dem Recht des Einzelnen auf Selbstschädigung, dessen Grenzen allerdings umstritten sind. Eine zwangsweise Behandlung ist in Deutschland rechtlich nur bei Minderjährigen oder bei Menschen zulässig, deren Fähigkeit zur freien Willensbildung stark beeinträchtigt ist.

## Therapie
Autoaggressive Personen haben die Möglichkeit einer Psychotherapie. Je früher mit der Therapie begonnen wird, desto größer sind die Chancen einer Heilung. Zur Behandlung stehen unterschiedliche Therapiekonzepte zur Verfügung; sowohl tiefenpsychologisch-psychoanalytische als auch verhaltenstherapeutische.
Die Deutsche Gesellschaft für Kinder- und Jugendpsychiatrie, Psychosomatik und Psychotherapie (DGKJP) hat eine Behandlungsleitlinie herausgegeben, die eine Begleitbehandlung mit Psychopharmaka einschließt.

### Tiefenpsychologie
Die Transference-Focused-Psychotherapy (TFP) nach Otto F. Kernberg konzentriert sich hierbei auf die Übertragung und Gegenübertragung, wobei hier ein besonderes Augenmerk auf die aktuelle Situation und die aktuellen Konflikte eines Patienten gelegt wird. Auch ist die TFP in Abgrenzung zu anderen Formen der psychoanalytisch begründeten Psychotherapie, etwa der tiefenpsychologisch fundierten Psychotherapie, nicht ausschließlich auf stützende Techniken angewiesen, auch wenn diese je nach psychosozialer Situation und Verfassung des Patienten auch eingesetzt werden.

### Verhaltenstherapie
Ein Therapiekonzept, das sich unter anderem mit dem Leidensdruck und dem daraus resultierenden Problemverhalten (also auch Selbstverletzung) beschäftigt, ist die Dialektisch-Behaviorale Therapie nach Marsha M. Linehan. Diese auf das Krankheitsbild der Borderline-Persönlichkeitsstörung ausgerichtete Therapie unterscheidet zwischen Bewältigungsstrategien bei Leidensdruck (zum Beispiel durch Ablenkung oder bewusste Wahrnehmung) und Alternativen zu körperschädigendem Verhalten, sogenannten Fertigkeiten zur Stresstoleranz (Skills). Beispiele für Skills sind das Schnalzen eines Gummibands, Festhalten von Eiswürfeln, Kauen von Chilischoten oder Barfußlaufen im Schnee. Im klinischen Umfeld wird das Auftragen einer speziellen stark reizenden Salbe auf die Unterarme des Patienten als Reaktion auf einen akut auftretenden hohen Selbstverletzungsdruck praktiziert. Prinzipiell weist M. Linehan jedoch darauf hin, dass es nicht Aufgabe der co-therapeutischen Fertigkeitentrainer (Skillstrainer) sei, schwere Krisen abzufangen, sondern Aufgabe des zuständigen Psychotherapeuten. Wenn dies nicht gewährleistet sei, entstehe für die Patienten eine Versorgungslücke. Werden die Patienten ausschließlich dazu aufgefordert Fertigkeiten zur Stresstoleranz anzuwenden, könnte dies devaluierend bezogen auf den Leidensdruck und die Gefühle der Patienten wirken. Aus diesem Grund schlägt M. Linehan vor, zuerst mit Skills zur inneren Achtsamkeit zu beginnen, um eigene Gefühle zunächst bewertungsfrei wahrzunehmen. Die Fertigkeiten zur Stressbewältigung sollten anfangs auch nur für leichte und mittelschwere Spannungszustände angewendet werden, um die Selbstwirksamkeitserwartung zu erhöhen. Eine zu frühe Anwendung auf schwere Krisen widerspreche dem Prinzip der Verhaltensausformung (Shaping).
Kontinuierliche Situationsanalysen sind in der DBT unverzichtbar, um sowohl die individuellen Auslöser, als auch die individuellen Konsequenzen von selbstverletzendem Verhalten zu identifizieren. Wenn positive Verstärker identifiziert werden können, die bisher kontingent mit dem selbstverletzenden Verhalten zusammenhingen, sollen diese positiven Verstärker entfernt werden. Dadurch soll das selbstverletzende Verhalten als konditionierte Reaktion „gelöscht“ werden. Neben der Löschung des selbstverletzenden Verhaltens empfiehlt M. Linehan die positive Verstärkung (C+) alternativer oder inkompatibler Verhaltensweisen. Auf Bestrafung (C-), also auf die Anwendung aversiver Konsequenzen, die bisher nicht mit dem Verhalten zusammenhingen, sollte möglichst verzichtet werden. Insbesondere willkürliche Bestrafung könnte eher mit dem Therapeuten in Verbindung gebracht werden. Außerdem kann durch Bestrafung nur Verhalten reduziert, aber kein neues funktionaleres Verhalten aufgebaut werden. Aus dieser Überlegung heraus kann für die ambulante Therapie abgesprochen werden, nach einer Selbstverletzung für 24 Stunden kein zusätzliches Notfallgespräch zu führen. Nach einem größeren zeitlichen Abstand wäre anzunehmen, dass keine Kontingenz mehr besteht zwischen der Selbstverletzung und dem Gespräch, wodurch eine operante Verstärkung vermieden werden kann. Es geht also nicht darum generell ein Gespräch abzulehnen, sondern lediglich eine positive Verstärkung zu verhindern. Aus dieser Sicht müsste ein bereits vor der Selbstverletzung vereinbartes Gespräch nicht zwingend abgesagt werden, da es sich nicht um eine Konsequenz der Selbstverletzung handelt. Stattdessen könnte das Gespräch genutzt werden, um eine Situationsanalyse anzufertigen. Dabei müssten allerdings persönliche Ziele des Patienten zunächst zurückstehen, um eine positive Verstärkung zu verhindern. Wichtig bei der Vereinbarung eines solchen Kontingenzmanagements ist es zu besprechen, dass durch die Annahme einer operanten Konditionierung nicht unterstellt werden soll, dass die Selbstverletzung durch eine bewusste Absicht im Sinne einer appellativen Handlung motiviert ist, sondern dass positive Konsequenzen durchaus als unbeabsichtigter Nebeneffekt das Verhalten verstärken können. Grundsätzlich gehen DBT-Therapeuten davon aus, dass die Patienten ihr Bestes geben. Muss ein Notfallgespräch unter Berücksichtigung der operanten Konditionierung abgelehnt werden, sollte dies möglichst mit einer kurzen Würdigung des Leidensdrucks der Patienten geschehen (Validierung). Ein Therapieabbruch sollte im Gegensatz zu anderen Therapieformen nur in Erwägung gezogen werden, wenn andere Behandlungsansätze versagen. Dann sollte der Grund für das Versagen jedoch nicht im Patienten gesucht werden, sondern die Grenzen der Leistungsfähigkeit des Therapeuten benannt werden, mit Hinweis darauf, dass andere Therapeuten oder Therapieformen vielleicht erfolgversprechender sein könnten.

## Selbstverletzung als künstlerisches Ausdrucksmittel
Aktionskünstler wie Wolfgang Flatz und Marina Abramovic überschreiten durch Selbstverletzung und andere selbst-quälerische Handlungen die üblichen Grenzen künstlerischen Ausdrucks, während Petr Pavlensky entsprechend drastische Methoden zur politischen Stellungnahme dienen.

## Mediale Präsenz
Selbstverletzendes Verhalten ist medial und künstlerisch oft rezipiert worden, zum Beispiel vom österreichischen Aktionskünstler Günter Brus oder vom Performancekünstlerduo Reindeer Werk.
Mittlerweile bekennen sich auch zunehmend Künstler und Prominente, wie z. B. Marilyn Manson, Demi Lovato oder Bodenski (Subway to Sally) zu selbstverletzendem Verhalten und thematisieren es in ihren Songs.
Auch Schauspieler und Youtuber, wie z. B. Abigail Thorn, setzen sich mit ihren persönlichen Erfahrungen zu dem Thema auseinander und teilen diese mit anderen.

### Filme
- Magnolien aus Stahl (1989)
- Die Klavierspielerin (2001)
- Secretary (2002)
- Dreizehn (2003)
- Allein (2004)
- Der Biber (2011)
- Carrie (2013)
- Piercing (2018)
- Fuchs im Bau (2020)

### Serien
- Takin’ Over the Asylum (1994)
- Butterfly – Alle meine Farben (2018)
- Die Anstalt – Zurück ins Leben (2002)